# Championnat d'Afrique masculin de basket-ball 1981
Navigation
Maroc 1980 Égypte 1983
Le championnat d'Afrique de basket-ball 1981 est la onzième édition du championnat d'Afrique des nations. Elle s'est déroulée du 15 au 23 décembre 1981 à Mogadiscio en Somalie. La Côte d'Ivoire remporte son premier titre et se qualifie pour le Championnat du monde de 1982.

## Classement final
| Position | Équipe              | Bilan |
| -------- | ------------------- | ----- |
| 1        | Côte d'Ivoire       | 6v-1d |
| 2        | Égypte              | 5v-2d |
| 3        | Somalie             | 4v-1d |
| 4        | Algérie             | 4v-2d |
| 5        | Sénégal             | 3v-2d |
| 6        | Tunisie             | 2v-3d |
| 7        | République du Congo | 2v-3d |
| 8        | Angola              | 1v-4d |
| 9        | Mauritanie          | 2v-4d |
| 10       | Mozambique          | 2v-4d |
| 11       | Zimbabwe            | 0v-5d |